# Władysław Ossowski
Władysław Ossowski (ur. 5 listopada 1925 w Iwaszkowcach, zm. 5 sierpnia 2000 w Legnicy), pseud. Mały Władzio, „Smyk”, „Pitolcio”, „Król Kurierów”. Żołnierz ZWZ, kurier Polskiego Państwa Podziemnego, działający na terenie okupacji sowieckiej.
Jako 14-letni harcerz wraz z Rudolfem Regnerem jako Biali Kurierzy przeprowadzał przez Karpaty spod okupacji sowieckiej na Węgry ludzi, wiadomości, „bibułę”, a z Budapesztu pieniądze, informacje o sytuacji w Europie i rozkazy od Sikorskiego.
Aresztowany przez NKWD w domu B. Wysoczańskiego w Komarnikach 8 maja 1940 roku, w drodze na Węgry z grupą kurierską, trafił początkowo do więzienia w Drohobyczu. Proces grupy odbył się we Lwowie, ale sprawę Ossowskiego wyłączono z procesu, ze względu na młody wiek oskarżonego (14 lat). Skazany na karę śmierci, następnie wywieziony do łagrów. Bez poinformowania go o tym zmieniono mu narodowość z polskiej na ukraińską, co na całe lata zamykało mu możliwość powrotu w nowe granice Polski. Wyrok śmierci zmieniono mu na 30 lat ciężkich robót, następnie kolejno na 25, 20 i 15 lat. Wypuszczony na wolność w 1955 roku zamieszkał w Krasnojarsku. Ponownie aresztowany. Do 1989 roku wielokrotnie więziony. 
Przygody białokurierskie opisał w swej książce „Biali Kurierzy” Tadeusz Chciuk ps. Marek Celt, nadając mu zasłużony tytuł „Króla Kurierów”. Mistrzowsko używał zarówno języka sienkiewiczowskiego, jak i lwowskiego „bałaku”.
Szczęśliwie odnaleziony w 1991 w Kraju Krasnojarskim, do Polski przyjechał na stałe wraz z całą rodziną w 1992 roku, po 52 latach niewoli. Zamieszkał początkowo w Szczecinie, gdzie przez kilka lat próbował prowadzić pizzerię, podarowaną mu przez właścicielkę. Spotykał się też z harcerzami z 25.SJDH „CELT” im. Białych Kurierów, którym opowiadał o swoich wojennych i powojennych przeżyciach, a także o przygodach harcerskich. Po upadku pizzerii przeprowadził się do Legnicy, gdzie zmarł w 2000 roku.
Historię Małego Władzia i jego perypetie ze sprowadzeniem do Polski całej rodziny najobszerniej opisał Jan Szatsznajder w książce Dopisany życiorys... Władysława Ossowskiego Wrocław, 1994, Wyd. „W kolorach tęczy”.